# Kunratice (district de Liberec)
Pour les articles homonymes, voir Kunratice.
Kunratice  (en allemand : Kunnersdorf bei Friedland) est une commune du district et de la région de Liberec, en République tchèque. Sa population s'élevait à 358 habitants en 2021.

## Géographie
Kunratice se trouve près de la frontière avec la Pologne, à 4 km à l'ouest de Frýdlant, à 18 km au nord de Liberec et à 103 km au nord-est de Prague.
La commune est limitée par Višňová au nord, par Frýdlant à l'est, par Dětřichov et Heřmanice au sud, et par la Pologne à l'ouest.

## Histoire
La première mention écrite de la localité date de 1377.

## Galerie

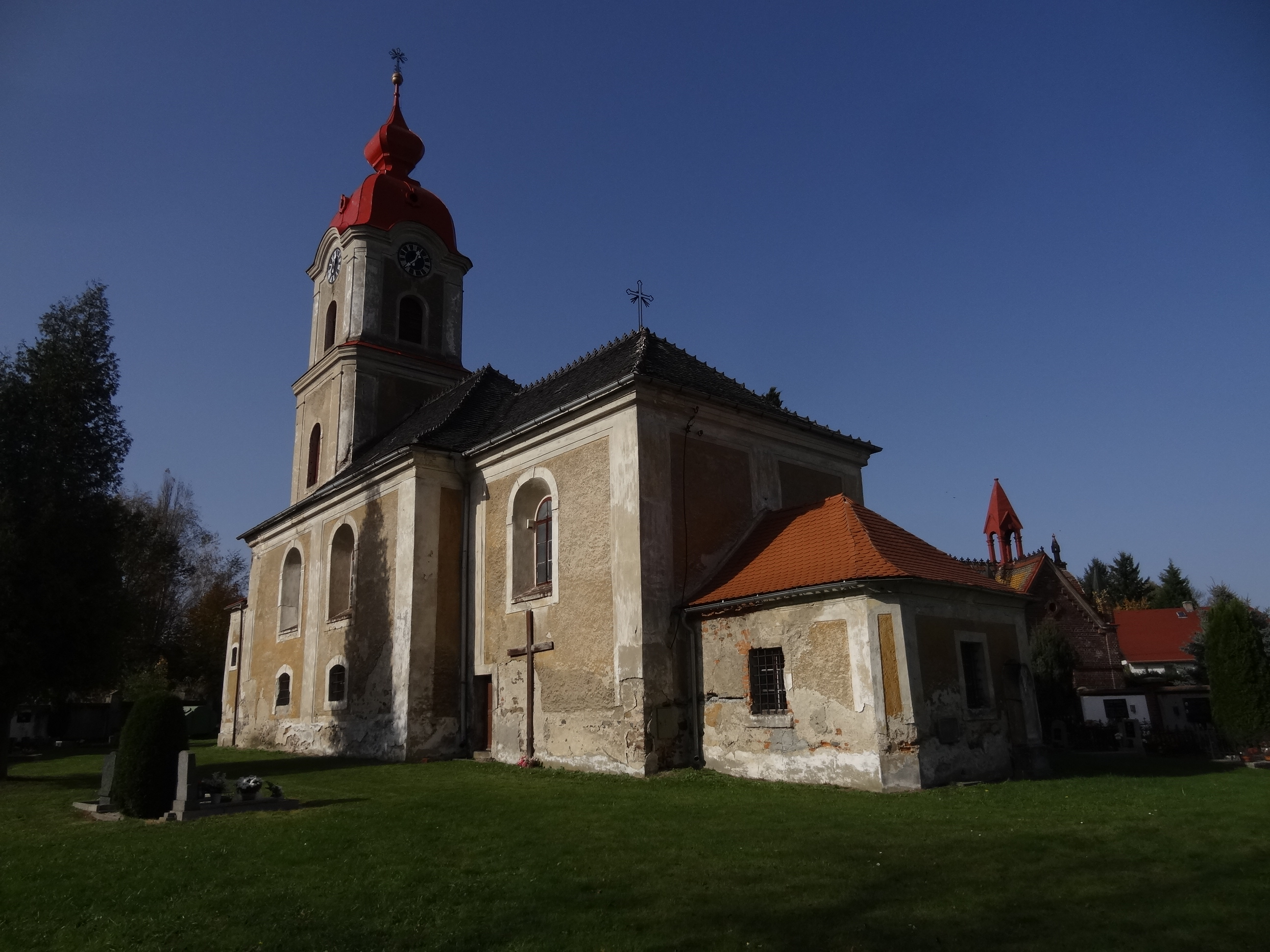
Église de Tous-les-Saints.
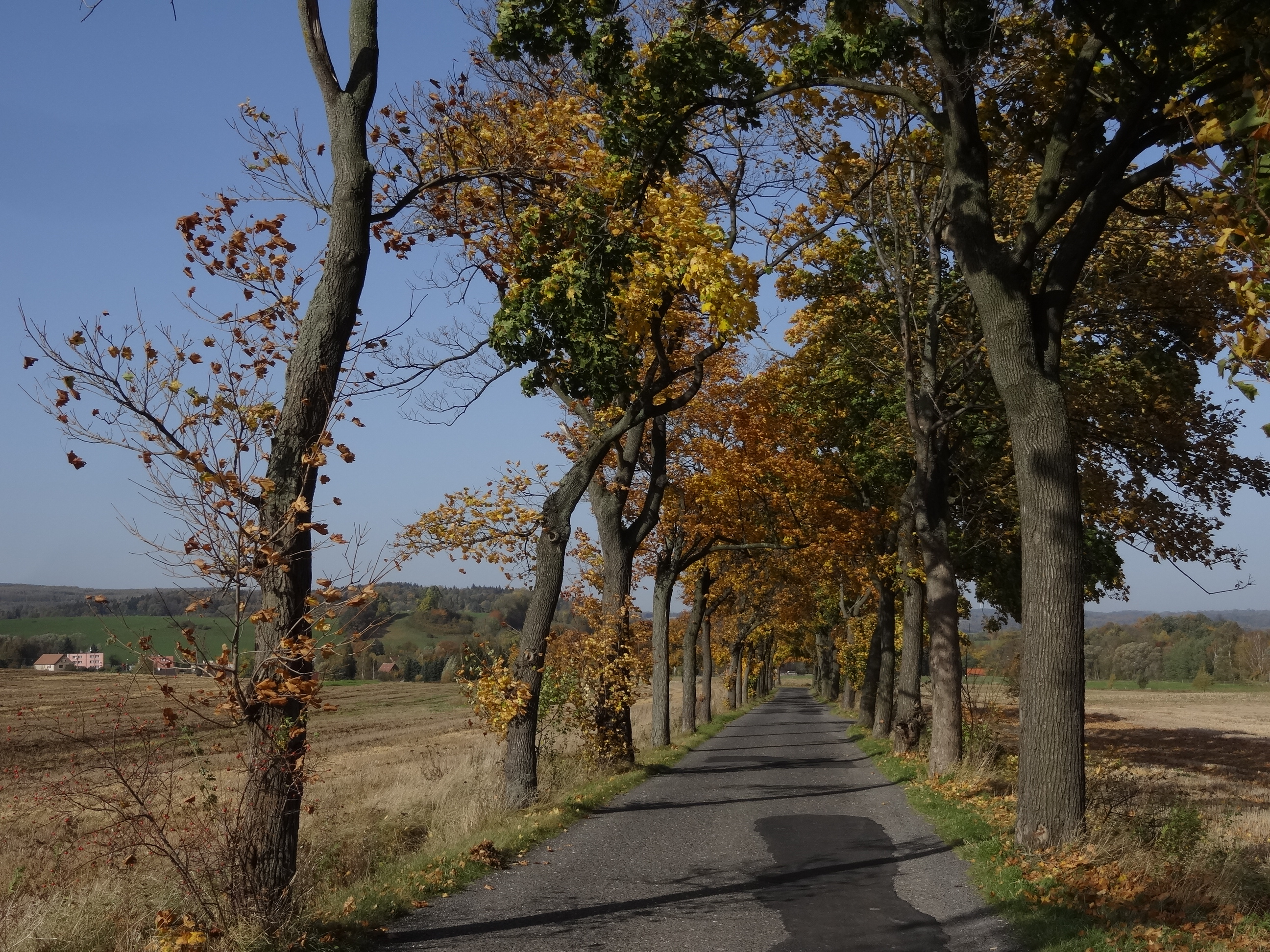
Route au sud-est du village.

## Transports
Par la route, Kunratice se trouve à 5 km de Frýdlant, à 25 km de Liberec et à 134 km de Prague.